# Jetons les filets
Pour plus de détails, voir Fiche technique et Distribution.
Jetons les filets (’t Schot is te Boord!) est un film néerlandais réalisé par Herman van der Horst, sorti en 1950.

## Synopsis
Ce documentaire présente des pêcheurs néerlandais de hareng.

## Fiche technique
- Titre : Jetons les filets
- Titre original : ’t Schot is te Boord!
- Réalisation : Herman van der Horst
- Narration : G. Lugtenberg
- Musique : Herman van der Horst
- Photographie : Albert Brosens et Herman van der Horst
- Montage : Herman van der Horst
- Production : Herman van der Horst
- Société de production : Agence de coopération économique des Pays-Bas
- Pays :  Pays-Bas
- Genre : Documentaire
- Durée : 19 minutes
- Dates de sortie : 
  -  Pays-Bas : 1950

## Distinctions
Le film a reçu la Palme d'or du court métrage lors du Festival de Cannes 1952.